# Киевские епархиальные ведомости
Ки́евские епархиа́льные ве́домости — газета Киевской епархии, выходившая в Киеве с 1868 по 1918 год. Редактор-основатель — Пётр Лебединцев

## Содержание
Газета содержала официальную и неофициальную часть. В официальной части публиковались правительственные указы, распоряжения Святейшего Синода, руководства епархии и других органов. В неофициальной части размещались материалы с описанием повседневной жизни духовенства Киевщины и Надднепрянской Украины, историко-статистические описания местных приходов, статьи по церковной истории, этнографии, археологии, заметки на актуальные темы тогдашней духовной, культурно-просветительской и общественной жизни, богословские труды, воспоминания, труды эпистолярного жанра, некрологи и т.п.
Значительное внимание в издании уделялось истории Киевской митрополии. Публиковались исследования, посвящённые истории отдельных монастырей и храмов. Также размещались историко-библиографические очерки о церковных деятелях, в частности Иове (Борецком), Исакии (Борисковиче), Варлааме (Ванатовиче), Инокентии (Гизеле), Рафаиле (Заборовском), Захарии (Копыстенском), Сильвестре (Косове), Иоасафе (Кроковском), Петре (Могиле), Иосифе (Нелюбовиче-Тукальском), Дмитрие Ростовском, Иринее (Фальковском), Иосифе (Шумлянском), Варлааме (Ясинском) и других. Освещалась деятельность Исторического общества Нестора-летописца, Церковно-археологического общества при Киевской духовной академии.
Много внимания газета уделяла истории Киевщины и малороссийских губерний, в том числе в части деятельности светских и духовных учебных заведений, благотворительных обществ и т.п. Публиковались материалы по истории Киева, в частности акты по истории Киевской митрополии XV-XVI веков, акт избрания Захария Копыстенского архимандритом Киево-Печерской лавры, акты духовного судопроизводства, материалы по истории духовного правления в Киевской епархии, описание Софийского собора в Киеве конца XVI века. Печатались отрывки из описания Киева Титмара Мерзебурского (1018), Плано Каприни (1246), А. Контарини (1474), Сигизмунда Герберштейна (1517 и 1526), О. Гвандьини (1581), С. Сарницкого (1585), Р. Гейденштейна (1596), Сильвестра Косова (1635); Гийома де Боплана (около 1640), С. Старовольского (около 1640); Павла Алеппского (середина XVII века); П. Гордона (1684-1685); Эриха Лясоты (1594); А. Целлария (1659).

## Авторы, сотрудничавшие с изданием
В газете публиковались О. Воронов, С. Голубев, Д. Жданов, В. Измайлов, О. Колосов, Ф. лебединцев, В. Липковский, о. Лотоцкий, М. Максимович, И. Малишевский, И. Огиенко, М. Петров, И. Скворцов, П. Терновский, Ф. Титов, П. Тройкий и другие. С газетой сотрудничали преподаватели и выпускники Киевской духовной академии.

## Периодичность издания
- 1861-1878, 1882-1886, 1891-1917 — дважды в месяц
- 1879–1881, 1887–1890 — четыре раза в месяц